# 魅力型权威

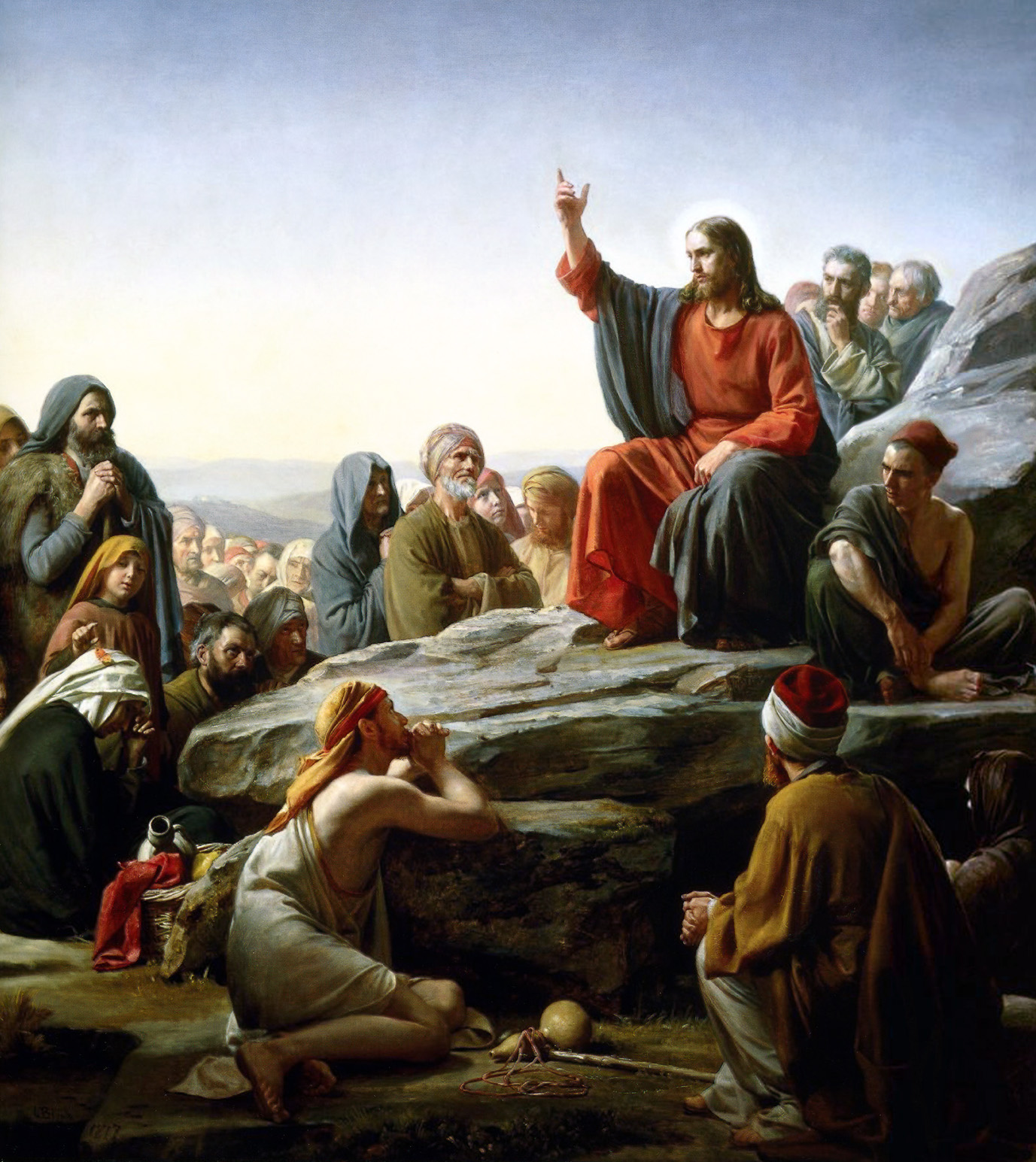
耶稣正在向信徒讲义，学者认为耶稣是具魅力型权威的领袖人物。

魅力型權威（英語：Charismatic authority）亦称作“感召型权威”、“卡里斯玛型权威”、“魅力型统治”、“魅力型领导”，為德国知名社會學家馬克斯·韋伯在《经济与社会》一书中提出的“三种统治分类”其中一種，其餘兩種為傳統型權威及法理型權威。
他将魅力型權威定義為「對某一個人神聖、英雄或出類拔萃之非凡特質，及其彰顯出的行為模式之遵從」。其是建基于领袖“超凡的个人特质、神奇的洞见或成就，并吸引跟随者尽忠和服从”的权力。魅力型权威的权力源自个人超凡的特质，在民众心中被认为是神授的，追随者也因此对他忠诚。

## 特徵
魅力：韋伯定義為「人格的某種特質，使某人顯得與凡人不同，且被看作擁有超自然，超人或至少非凡能力或特性的人。凡人無法獲得它們，而它們會被視為擁有神聖的源頭 (或至少神奇)，而擁有他們的人因此便被認定為領袖......這些能力或特性是否最終在道德、美學及其他同樣層面的評價上站得住腳，非本定義關注之所在。」
魅力型權威則是：建基於領袖「超凡的個人特質、神奇的洞見或成就，並吸引跟隨者盡忠和服從」之權力。
由是觀之，權威幾近完全建基於領袖，而領袖因為任何理由的消失，都可以使管治的權威立時瓦解。因其權威獨特而又欠缺組織之特性，致使魅力型權威很大程度依賴對權威合法性之個人觀感。例如一個宗教領域的魅力型領袖就需要一個不被挑戰的信念支撐，如「一個曾與上帝相遇的先知或行者」。若此信念減弱，魅力型領袖之權力則可很快消散，致使這種權威顯得不穩定。
又可以說，如果領袖「被上帝拋棄」或「他的政府無法使其被統治者富起來」，則其個人魅力便會有消失的風險。

## 魅力常規化
魅力型權威每每威脅著傳統型權威 (講求強制) 及法理型權威 (講求法制) 的界線。魅力型權威傾向挑戰其餘兩種權威，故常被視作革命性，而社會則會與其融合，從而使它對社會的挑戰消退。這過程可稱為「常規化」：
「魅力型權威會由一個理性地被建立的管治單位，或傳統與科層單位結合下控制之科層組織所取代」
一個宗教的教職人員制度若有自行演化，並自己訂下法則及規條，則其魅力特性將消退，步向另一種權威形式。一個常規化的過程，就例如穆罕默德本以其「唯一先知」的魅力吸引追隨者，漸漸轉化成有傳統管治單位及結構的伊斯蘭教。而政治上，魅力型的管治通常在威權國家，獨裁國家和神權政體被見到。為了維持領袖們的魅力權威，政權通常都會舉行大型的個人崇拜；當領袖死亡或離任，而新的魅力型領袖又未見之時，政權則很容易倒台，直至其全面常規化為止。

## 魅力的傳承
因為權威是集中於一個領袖身上，除非有事先安排，否則領袖的死亡將引致政府消亡。面對魅力型領袖的結束，社會可選擇進入另一種領導形式，或用不同傳承的方法使魅力型權威延續。根據韋伯，傳承的方法可以是搜尋、啟示、原本領袖安排、有能力的人士安排、遺傳性延續或官式延續。上述方法可說是讓個人及社會繼續維持領導中獨特的能量和魅力的形態。

### 搜尋
「搜尋新的魅力型領袖是以找出『勝任權威中領導之能力』的人為本」，其中一個例子就是搜尋新的達賴喇嘛。透過找到一個其特徵被詮釋為活佛再世的小孩，領袖之魅力可找到替代人而可以繼續下去。

### 啟示
「在這情況下，新領袖的合法性取決於選取技巧的合法性」，這方法著重於選取過程的合法性。在遠古代，神諭被視為有能力以特別渠道實行「神聖的判斷」，使其選取過程得以合法。被選人之魅力，其實有部份是來至神諭這個過程的權威。

### 原本領袖安排
在這個形式下，魅力型權威的原本擁有者被視為把其權威傳予一人 (或稱「欽點」。一個出色的例子是史達林宣稱列寧欽點自己成為蘇聯的領導人；當別人相信其聲稱時，史達林則變相擁有了列寧的魅力。

### 有能力的人士安排
「一個領袖的繼任人可由一班有魅力及資歷的行政人員安排出來.....這不應被理解為選擇或提名....因這不是只由一個多數投票決定，乃是每每需要一致同意」一個例子就是找出新的教宗中之樞機主教閉門會議。各天主教會眾視參與閉門會議的樞機因其魅力而擁有資格，故樞機的選擇亦同樣有魅力的權威。」

### 遺傳性魅力
魅力可視為一種「透過遺傳而傳承的特質」。這種方法使魅力成功由金日成傳承予金正日，但沒有於金正恩身上延續。這種傳承甚為困難，也會使權威傳統化或法理化。

### 官式魅力
「透過禮儀，魅力可由一個擁有者身上傳至另一位....這包括魅力先行由個人消散，並成為一個客觀，可轉讓的實體之過程。」按立神職人員就是一個把可教導別人及處理神職的魅力轉讓到人的過程。透過此法，神職人員獲取了神職的魅力，會眾亦立時認定出其魅力型權威的所在。

## 韋伯理論的應用
韋伯認為魅力領導最終制度化之理論，得到學界中一些社會學家的支持。
愛連·巴卡曾討論在新宗教運動中，其創辦人或領袖越傾向發展出一定程度的魅力型權威，也被視為擁有特異功能及知識。對於巴卡來說，魅力型領袖難以捉摸，因為他們沒有傳統或規則的限制，而追隨者亦會支持領袖有權掌管各人各面向的生活。巴卡警告這些領袖可能毫無責任感，要求毫無疑問的服從，也會為獲取物質、靈性及社會資源而依賴運動的發展。
喬治·F·凱里賽斯則估計並非所有新宗教運動皆有魅力型領袖；若有的話，其掌控的方法亦各有不同。

## 自戀
倫·奧克斯是一位澳洲的心理學家，曾撰寫一篇有關魅力的論文。在論文中他著十一位魅力型領袖填寫一份心理測量的測試 (他稱之為 「形容詞核對名單」)，然後發現出他們一些特徵。他認為魅力型領袖會有自戀的特性，而且精力旺盛，加上內心澄明，不會被常人的焦慮和內疚所困。然而這並非韋伯當初的理論原意。